# Jesús Alberto Cano Vélez
Jesús Alberto Cano Vélez (Magdalena de Kino, Sonora, 7 de agosto de 1950) es un político mexicano miembro del Partido Revolucionario Institucional fue diputado federal electo por representación proporcional por la Primera Circunscripción en la LXI Legislatura de la Cámara de Diputados. Se desempeñó como director de la Sociedad Hipotecaria Federal de 2012 a 2018.

## Trayectoria
Es Licenciado en Economía por la Universidad de Guadalajara (1974). Ha ocupado distintos cargos dentro de la administración pública. A nivel federal fue Oficial Mayor de la Procuraduría General de la República y director general de Programación y Presupuesto del Sector Servicios dentro de la Secretaría de Programación y Presupuesto.
En el Estado de Sonora fungió como Tesorero General del Estado y como Secretario de Planeación del Desarrollo y Gasto Público en el sexenio del Gobernador Manlio Fabio Beltrones (1991-1997).
Fue secretario técnico de la Comisión de Presupuesto y Cuenta Pública en la LIX Legislatura del Congreso de la Unión de la Cámara de Diputados donde participó en el proceso de discusión, aprobación y posterior impugnación del Presupuesto de Egresos de la Federación 2005. A partir de 2006 fue Asesor para Asuntos Económicos del Grupo Parlamentario del PRI en el Senado de la República.
En 2009 fue elegido diputado federal plurinominal por la Primera Circunscripción y dentro de la LXI Legislatura es secretario de la Comisión de Presupuesto y Cuenta Pública e integrante de la Comisión de Hacienda y Crédito Público.
Ha compilado libros sobre economía, entre los que se encuentran: “Ley de Ayuda Alimentaria para los Trabajadores”, “Rediseño del Gobierno Mexicano”, y “Banca Pública y financiamiento del desarrollo: Retos y perspectivas”.
Ha participado en programas académicos nacionales e internacionales con enfoque regional, entre los que sobresalen, el curso “Formulación y Evaluación de Proyectos de Inversión” (Presidencia de la República); el estudio “Diagnóstico y Programa de Desarrollo Industrial” del Plan Lerma de Asistencia Técnica (PLAT) para los estados de Guanajuato, Aguascalientes, Durango, Jalisco, Estado de México y Michoacán; Coordinador del estudio “Déficit de Vivienda en el Estado de Sonora, Principales Ciudades de la Entidad”; Coordinador de Desarrollo de Industrias Rurales del Estado de Sonora, (INDECO-PIDER). De la misma manera, ha coordinado y colaborado en investigaciones en el Centro de Investigaciones Económicas y Sociales (CIES) en la Universidad de Guadalajara. Ha sido catedrático de la Universidad de Guadalajara, la Universidad de Sonora y el Instituto Tecnológico de Sonora.
Fue presidente del Comité Ejecutivo Nacional de la Liga de Economistas Revolucionarios y en 2010 fue elegido presidente del Consejo Nacional Directivo del Colegio Nacional de Economistas.
El 6 de diciembre de 2012 es nombrado por el Secretario de Hacienda de México Luis Videgaray como director de la Sociedad Hipotecaria Federal, cargo que desempeñó hasta el 30 de noviembre de 2018.